# Ерик Макормак
Ерик Макормак (енгл. Eric McCormack; Торонто, 18. април 1963) је канадски глумац. Награђен је за Емијем за најбољег главног глумца за улогу Вила Трумана у серији Вил и Грејс. Макормак је првенствено телевизијски глумац: прву улогу у ТВ–серији добио је још 1986. године, од када је играо у скоро четрдесет серија. Најпознатије међу њима су Али Мекбил и Вил и Грејс, где је играо геј адвоката Била Трумана. За ту улогу је био номинован за четири Емија (добио једног) и за пет Златних глобуса. Његов први филм је био The Lost World из 1992. године, након чега је до данас снимио тек нешто више од десет филмова. Венчао се 1997. године са Џенет Холден, са којом има сина. Макормак има двојно држављанство — канадско и америчко, а активан је борац за легализацију истополних бракова.